# Vlag van Jeollanam-do

Vlag van Jeollanam-do

De vlag van Jeollanam-do is op 2016 vastgesteld als de provincievlag van de Zuid-Koreaanse provincie Jeollanam-do. De vlag bestaat uit een witte achtergrond waarop het provincielogo is afgebeeld.
Het provincielogo is een geel vierkant dat symbool staat voor het vruchtbare land en de rijke aarde van de provincie. De oranje zon, die oprijst uit de blauwe zee en het groene landschap, staat voor een krachtig leven en hoop. De symbolen eronder drukken de zegen van de hemel uit, de prachtige natuur van Jeollanam-do en de oceaan; de mensen van de provincie wijzen op de toekomst. De groene natuur en de blauwe zee drukken de milde en inschikkelijke aard uit van de mensen die leven met hun tradities en kunst in de provincie Jeollanam-do, terwijl de witte achtergrond staat voor de reinheid en zuiverheid van de mensen. Onder de vierkant bevat een zwarte tekst '전라남도'.

## Vorige vlaggen
De eerste vlag is geel op donkerblauw en stelt de aarde voor met landbouw en de zee die de provincie aan drie kanten omringt. Het blad van de rijstplant stelt de stad voor, waarbij de rijstkorrels staan voor de solidariteit en eenheid van de districten (Kun), terwijl de vis staat voor de zeeproducten. Het centrale symbool combineert de gestileerde eerste letters van "Jeolla" (die staan voor overvloed en vooruitgang van de industrie hier) en "Nam" wat "Zuiden" betekent (het anker dat staat voor de wateren en de mariene ontwikkeling van de provincie). De vlag was voor het eerst officieel gehesen op 1 juli 1964.
De tweede vlag werd op 2000 aangenomen, en toont een provincielogo, met daaronder een zwarte tekst '전라남도' geplaatst.

Eerste vlag (1964-2000)
Tweede vlag (2000-2016)